# Ондрей Криштофік
Ондрей Криштофік (словац. Ondrej Krištofík, нар. 10 вересня 1966, Братислава) — чехословацький та словацький футболіст, який виступав на позиції півзахисника.

## Клубна кар'єра
Криштофік розпочав свою кар'єру в клубі «Слован» з рідного міста Братислава, а з 1987 року проходив військову службу в армійській команді «Табор» в другій чехословацькій лізі. Два сезони він представляв кольори цього клубу, а потім повернувся до «Слована». У сезоні 1991/92 виграв з ним чемпіонат Чехословаччини. З сезону 1993/94 грав зі «Слованом» у першій словацькій лізі. У сезоні 1993/94 з ним виграв чемпіонат та Кубок Словаччини.
У 1994 році Криштофік перейшов до чеської «Славії» (Прага). Разом з нею він став віце-чемпіоном Чехії в сезоні 1994/95, а також чемпіоном країни в сезоні 1995/96.
У 1996 році перейшов в ізраїльський «Хапоель» (Петах-Тіква), з яким став віце-чемпіоном Ізраїлю в сезоні 1996/97.
У 1998 році перейшов до «Спартака» (Трнава), де провів один сезон, після чого повернувся до «Славії», але за два роки так за першу команду і не зіграв, виступаючи виключно у резерві. Завершив кар'єру у аматорському клубі «Горовіце» у 2003 році.

## Виступи за збірні
За збірну Чехословаччини Криштофік дебютував 30 січня 1991 року в товариському матчі проти Австралії (1:0), в якому забив переможний гол. Всього у 1991—1992 роках провів 6 матчів за збірну Чехословаччини.
7 вересня 1994 року дебютував за збірну Словаччини в матчі кваліфікації до чемпіонату Європи 1996 року з Францією (0:0) і загалом до 1995 року зіграв за словацьку збірну 7 разів.

## Досягнення
- Чемпіон Чехословаччини (1): 1991/92
- Чемпіон Словаччини (1): 1993/94
- Володар кубка Словаччини (1): 1993/94
- Чемпіон Чехії (1): 1995/96